# Беннат, Франц
Франц Беннат (нем. Franz Bennat; 17 августа 1844, Брегенц — 27 августа 1917, Мюнхен) — немецкий виолончелист и музыковед
.
Учился в Мюнхенской консерватории у Ипполита Мюллера, затем в Брюссельской консерватории у Адриена Франсуа Серве. С 1864 г. солист Мюнхенской придворной капеллы. В 1888—1901 гг. играл в струнном квартете Бенно Вальтера, после 1901 г. участвовал в работе мюнхенского Общества камерной музыки (вместе с Б. Ставенхагеном, в частности). Исполнял редкий старинный репертуар, в том числе сонаты Августа Кюнеля для виолы да гамба (в своей редакции). Автор небольших камерных сочинений.
Наиболее известен обработкой миннезанга для голоса и фортепиано (нем. Altdeutsche Minnelieder; Вена, 1872, в трёх частях). Принимал участие в работе над выпусками серии «Памятники немецкого музыкального искусства», над собранием сочинений Агостино Стеффани (1905, с А. Эйнштейном и А. Зандбергером). Переложил для виолончели и фортепиано отдельные произведения Йозефа Гайдна, Рихарда Вагнера и др.